# Mimi Perrin
Pour les articles homonymes, voir Perrin.
Mimi Perrin, née Jeannine Quintard le 2 février 1926 à Saint-Maurice et morte le 16 novembre 2010 à Paris 10e, est une pianiste, chanteuse de jazz et traductrice française.

## Biographie
Elle est la fille d’une institutrice et d'un père comptable ; la première refuse de l'inscrire au conservatoire et l'incite à suivre des études de lettres quand son père l'aide à lui forger une culture musicale. Après avoir étudié le piano classique petite fille, Jeannine Quintard rencontre le jazz à l'adolescence. Elle suit ensuite des études d'anglais à la Sorbonne jusqu'à la licence et enseigne pendant deux ans, mais l'attrait de la musique est trop fort. Elle se fait alors connaître dans les années 1950 comme une des rares femmes pianistes dans les caves de Saint-Germain-des-Prés, où elle côtoie tous les grands musiciens de l'époque. Elle travaille aussi beaucoup comme choriste pour les maisons de disques derrière les vedettes de variété et les yéyés des années 1950 et 1960. Sur Itsy bitsy petit bikini de Richard Anthony, c'est elle qui, de sa voix d'alto, prononce la phrase : « Un, deux, trois, elle rêvait de montrer quoi ? » et surtout sur la plupart des albums d'Henri Salvador ce qui lui permet entre autres de rencontrer Quincy Jones qui l'accompagnera dans son projet de créer les Double Six. Elle rencontre en 1951 l'ingénieur et « contrebassiste de talent » Jacques Perrin, qu'elle épouse et qui la surnomme « Mimi » ; ils ont ensemble deux enfants, Gilles et Isabelle.
Après avoir appartenu au groupe vocal les Blue Stars de Blossom Dearie, lancé en 1954, elle crée en 1959 les Double Six pour lesquels elle met en paroles et écrit des arrangements pour groupe vocal. Inspirée par le trio Lambert-Hendricks-Ross, elle se heurte à la rigidité de la langue française, moins onomatopéique que l'anglais[réf. nécessaire], mais parvient toutefois à créer des textes poétiques et humoristiques imitant les solos des musiciens, chacun des chanteurs reprenant ainsi un instrument. À la suite de problèmes de santé (elle avait contracté la tuberculose adolescente), elle arrête sa carrière en 1966, les Double Six cessent d'exister.
Mimi Perrin n'a ensuite contribué qu'épisodiquement à des productions musicales. Elle participe à l'enregistrement de Manque de classe, chanson de Jacques Higelin sur l'album Higelin '82, et écrit les paroles de la chanson Les Saisons du plaisir pour le film homonyme de Jean-Pierre Mocky, sur une musique de Gabriel Yared.
En 1968, son mari se voit proposer un poste d’ingénieur à Philadelphie. La famille déménage mais Mimi Perrin, qui y donne des cours de chant dans une école, s'y ennuie. Ils reviennent en France dès 1970, emménageant dans le 9e arrondissement de Paris, rue de Douai.
Après sa carrière musicale, elle devient l'une des traductrices de l'anglais les plus sollicitées par le monde de l'édition. Elle commence par des ouvrages de science-fiction et d'anticipation, genres qu'elle contribue à faire connaître en France, tout comme certains auteurs tels que Robert Sheckley et Roger Zelazny. Elle traduit le premier livre de Salman Rushdie, Grimus, roman de science-fiction publié en 1975. Elle signe alors parfois du nom de Maud Perrin. Par la suite, elle traduit La Couleur pourpre d'Alice Walker, puis des autobiographies, comme celles de Dizzy Gillespie, Nina Simone et celle de son grand ami Quincy Jones. Elle a été à partir de 1989 la traductrice attitrée du romancier britannique John le Carré en compagnie de sa fille, Isabelle.
Elle meurt le 16 novembre 2010 dans le 10e arrondissement de Paris, à l'âge de 84 ans.